# Črno seme
Črno seme (makedonsko Црно семе, translit. Crno seme) je jugoslovanski dramski film iz leta 1971, ki ga je režiral Kiril Cenevski in zanj tudi napisal scenarij skupaj s Taskom Georgievskim. V glavnih vlogah nastopajo Darko Damevski, Aco Jovanovski, Risto Šiškovi, Pavle Vuisići in Voja Mirić. Film prikazuje zgodbo makedonskih vojakov, ki so bili zajeti med grško državljansko vojno leta 1946, jih osumili simpatiziranja s komunizmom in trpinčili v taboriščih.
Film je bil premierno prikazan leta 1971 v jugoslovanskih kinematografih in je naletel na dobre ocene kritikov. Na Puljskem filmskem festivalu je bil nagrajen z zlatimi arenami za najboljšega igralca (Damevski), režijo (Cenevski) in režiserski debi (Cenevski), na Mednarodnem filmskem festivalu v Moskvi pa je bil nominiran za zlato priznanje za najboljši film in prejel nagrado za režiserski debi (Cenevski). Izbran je bil za jugoslovanskega kandidata za oskarja za najboljši tujejezični film na 44. podelitvi, toda ni prišel v ožji izbor.

## Vloge
- Darko Damevski kot Andon Sovičanov
- Aco Jovanovski kot Hristos Soglomov
- Risto Siskov kot Paris
- Pavle Vuisić kot Maki
- Voja Mirić kot major
- Mite Grozdanov kot Marko
- Nenad Milosavljević kot Niko
- Vukan Dimevski